# Deroceras subagreste
Deroceras subagreste is een slakkensoort uit de familie van de Agriolimacidae. De wetenschappelijke naam van de soort is voor het eerst geldig gepubliceerd in 1892 door Simroth.